# Veikko Hakulinen
Veikko Johannes Hakulinen (Kurkijoki, 4 gennaio 1925 – Valkeakoski, 25 ottobre 2003) è stato un fondista e biatleta finlandese, fuoriclasse dello sci nordico negli anni cinquanta e sessanta.
Vincitore di tre titoli olimpici, validi anche come titoli iridati, e di altri tre titoli mondiali nello sci di fondo, a fine carriera si dedicò al biathlon, riuscendo anche in questo caso a conquistare allori internazionali.
Ha gareggiato nella sua carriera per diverse società sportive, tra le quali Asikkalan Raikas, Valkeakosken Haka, Jämsänkosken Ilves, Evon Metsäpojat, Tampereen Hiihtoseura, Tampereen Pyrintö e Tampereen Maila.

## Biografia

### Carriera nello sci di fondo
Ai VI Giochi olimpici invernali di Oslo 1952 vinse la 50 km in 3 ore, 33 minuti e 33 secondi, un tempo entrato nella storia dello sci e sottolineato con enfasi da tutta la stampa finlandese: ogni testata dedicò una pagina intera all'impresa. Ai successivi Mondiali di Falun del 1954 ottenne quattro medaglie, due ori e due argenti, e ai VII Giochi olimpici invernali di Cortina d'Ampezzo 1956 collezionò un altro oro e due argenti.
I Mondiali di Lahti 1958 lo videro ancora protagonista con tre medaglie, una per ogni metallo, risultato bissato agli VIII Giochi olimpici invernali di Squaw Valley 1960. Dopo il bronzo nella 15 km e l'argento nella 50 km, riuscì a conquistare l'oro grazie a una straordinaria ultima frazione nella 4 × 10 km: Hakulinen rimontò e superò il norvegese Håkon Brusveen, più accreditato di lui nelle distanze brevi avendo già vinto l'oro nella 15 km, e trascinò la staffetta finlandese verso un'inseprata vittoria. Tutti i suoi titoli olimpici furono validi anche ai fini dei Mondiali.
Nel corso della sua carriera da fondista si aggiudicò anche quattro Trofei del Salpausselkä e nove titoli nazionali.

### Carriera nel biathlon
Nei primi anni sessanta si dedicò maggiormente al biathlon e già ai Mondiali del 1963 a Seefeld in Tirol collezionò importanti risultati: sesto nella 20 km e medaglia d'argento nella gara a squadre. Fu quindicesimo nella 20 km dei IX Giochi olimpici invernali di Innsbruck 1964, sua quarta e ultima partecipazione olimpica.

### Altre attività
Sergente dell'Esercito finlandese e, dopo il congedo, guardia forestale, Hakulinen oltre che nello sci nordico ha partecipato anche a competizioni di orientamento, sci orientamento, corsa campestre e canottaggio, a livello nazionale. Ha scritto un'autobiografia (Haku-Veikko, suurhiihtäjä Veikko Hakulisen muistelmat) e ha continuato a gareggiare anche una volta superata la sessantina; è morto in un incidente stradale il 25 ottobre 2003, investito da un'auto mentre faceva jogging.

## Palmarès

### Sci di fondo

#### Olimpiadi
- 7 medaglie, valide anche ai fini dei Mondiali:
  - 3 ori (50 km a Oslo 1952; 30 km a Cortina d'Ampezzo 1956; staffetta 4 × 10 km a Squaw Valley 1960)
  - 3 argenti (50 km, staffetta 4 × 10 km a Cortina d'Ampezzo 1956; 50 km a Squaw Valley 1960)
  - 1 bronzo (15 km a Squaw Valley 1960)

#### Mondiali
- 7 medaglie, oltre a quelle conquistate in sede olimpica:
  - 3 ori (15 km, staffetta 4 × 10 km a Falun 1954; 15 km a Lahti 1958)
  - 3 argenti (30 km, 50 km a Falun 1954; 50 km a Lahti 1958)
  - 1 bronzo (staffetta 4 × 10 km a Lahti 1958)

#### Campionati finlandesi
- Quattro titoli nazionali individuali[2] nel periodo 1954-1963[senza fonte]
- Cinque titoli nazionali di staffetta[2] 4 × 10 km nel periodo 1954-1964[senza fonte]

### Biathlon

#### Mondiali
- 1 medaglia:
  - 1 argento (gara a squadre a Seefeld in Tirol 1963)

## Opere
- Veikko Hakulinen, Haku-Veikko, suurhiihtäjä Veikko Hakulisen muistelmat, 1999[senza fonte]

## Riconoscimenti
In Finlandia Hakulinen venne eletto sportivo dell'anno negli anni 1952, 1953, 1954 e 1960. Venne insignito della Medaglia Holmenkollen nel 1955 e del premio Pro Urheilu del ministero finlandese dell'Educazione e della Cultura nel 2000.